# Хепи Рокфелер
Маргарета Ларџ Фитлер Марфи Хепи Рокфелер (енгл. Margaretta Large Fitler Murphy Happy Rockefeller; Брун Мавр, 9. јун 1926 — Њујорк, 19. мај 2015) била је филантропкиња и друга дама Сједињених Америчких Држава, супруга 49. гувернера Њујорка и 41. потпредседника Сједињених Држава, Нелсона Рокфелера. Била је прва дама Њујорка од венчања са својим супругом, 4. маја 1963. године до 18. децембра 1973. године, када је Нелсон Рокфелер напустио ту функцију и постао потпредседник Сједињених Држава, а Хепи друга дама Сједињених Америчких Држава од 19. децембра 1974. године до истека мандата, 20. јануара 1977. године.

## Младост и породица
Хепи је рођена у насељу Брун Мавр у Пенсилванији, 9. јуна 1926. године. Њена мајка је била Маргарета Ларџ Харисон, а отац Вилијам Вондерли Фитлер.

## Бракови
Удала се 11. децембра 1949. године за Џејмса Статера Марфија, виролога који је радио на Рокфелер Институту и био близак пријатељ са Нелсоном Рокфелером. Из брака са Џејмсом имала је четворо деце, а развели су се 1. априла 1963. године. Након само месец дана, 4. маја 1963. године, Хепи се удала за Нелсона Рокфелера и радила је као члан свог канцеларијског особља до своје оставке 1961. године. Из брака са Нелсоном има два сина.

## Филантропија и политички живот
Хепи је била председница одбора уметничког центра Саратога, 1971. године. Именована је за јавног делегата Уједињених нација 1991. године од стране тадашњег председника Сједињених Држава Џорџа Х. В. Буша.

## Борба са болешћу и смрт
Дуг низ година борила се са раком дојке, да би 1974. године због напредовања болести прошла кроз двоструку мастектомију.
Преминула је после краће болести 19. маја 2015. године у 88. години живота.